# Wes Studi
Wesley 'Wes' Studi (Nofire Hollow (Oklahoma), 17 december 1947) is een Amerikaans acteur van Cherokee-Indiaanse afkomst. Hij won verschillende filmprijzen, waaronder de Artist of the Decade-prijs op de First Americans in the Arts Awards in 2000. Hij debuteerde in 1989 op het witte doek als Buff in Powwow Highway en speelde sindsdien in meer dan dertig films, meer dan veertig inclusief televisiefilms.
Studi is getrouwd met Maura Dhu Studi, met wie hij zoon Kholan kreeg. Zij is zijn tweede echtgenote, nadat hij eerder getrouwd was met Rebecca Graves. Uit dat huwelijk kwamen Studi's dochter Leah en zoon Daniel voort.
Verschillende malen werd Studi gecast als slechterik, bijvoorbeeld in Dances with Wolves (1990) als een kwaadaardige Pawnee Indiaan en in Last of the Mohicans (1992) als de bloeddorstige Huron Indiaan Magua. In The New World (2005) vertolkte Studi Indianenleider Opechancanough, wederom een vijand van 'de blanken'.
De film Geronimo, an American Legend (1993), met Studi in de titelrol als de Apache-Indiaan Geronimo, won een Western Heritage Award. Deze verfilming ging meer over de legendarische figuur Geronimo dan over de historische persoon.
In de Amerikaanse televisieserie Into the West (2005) speelde hij daarentegen Cheyenne-leider Black Kettle, een toonbeeld van redelijkheid en wiens vredelievendheid ten opzichte van blanken werd beloond met bloeddorstige agressie van hun kant. Ook in Hostiles (2017) belichaamde Studi een ziek Cheyenne-opperhoofd, Yellow Hawk, die na een jarenlange opsluiting de toestemming krijgt met zijn familie terug te keren naar zijn geboortegrond om er te sterven.
In Skinwalkers (2002) speelde Studi luitenant Joe Leaphorn, een van de twee Indiaanse politie-agenten uit de boeken van detectiveschrijver Tony Hillerman (Jim Chee, de jongere agent, werd gespeeld door Adam Beach). Leaphorn is een voorbeeld van een meer uitgewerkt menselijk karakter in plaats van een karikatuur van een slechte of juist geïdealiseerde Indiaan.

## Filmografie
*Exclusief 10+ televisiefilms
| - 2017 - Hostiles (Scott Cooper) - Yellow Hawk - 2009 - Avatar (James Cameron) - Eytukan - 2009 - Call of the Wild - 2009 - The Only Good Indian (Kevin Willmott) - Sam Franklin - 2009 - The Hunter's Moon - 2008 - Three Priests - Ben - 2008 - El camino - 2005 - Older Than America (Georgina Lighting) - Richard Two Rivers - 2007 - Cosmic Radio - 2006 - Seraphim Falls (televisiewestern) - Native Water Guardian - 2005 - The New World (Terrence Malick) - Opechancanough - 2005 - Into the West (televisieserie) - Black Kettle - 2005 - Miracle at Sage Creek - Chief Thomas - 2005 - Animal - Creeper (stem) - 2004 - Echoes from Juniper Canyon - Grandpa (stem) - 2003 - The Ugly One - Father Mike - 2002 - Undisputed - Mingo Pace - 2001 - Road to Redemption - Frank Lightfoot | - 2001 - Christmas in the Clouds - Bingo Caller - 2001 - Ice Planet - Commander Trager - 2000 - Wind River - Pocatello - 1999 - Mystery Men (Kinka Usher) - The Sphinx - 1998 - Soundman - Terry Leonard - 1998 - Deep Rising (Stephen Sommers) - Hanover - 1998 - Wind River - 1997 - The Killing Jar - Cameron - 1996 - Lone Justice 3- One Ho rse - 1995 - Heat (Michael Mann) - Detective Casals - 1995 - Lone Justice 2 - One Horse - 1994 - Street Fighter (Steven E. de Souza) - Victor Sagat - 1994 - Wolfridge - 1993 - Geronimo: An American Legend (Walter Hill) - Geronimo - 1992 - The Last of the Mohicans (Michael Mann) - Magua - 1991 - The Doors (Oliver Stone) - Indian in Desert - 1990 - Dances with Wolves (Kevin Costner) - Toughest Pawnee - 1989 - Powwow Highway - Buff |

- Bibsys: 8053898
- Bibliothèque nationale de France: cb14230575z (data)
- Gemeinsame Normdatei: 143544934
- International Standard Name Identifier: 0000 0001 1487 900X
- Library of Congress Control Number: no96027567
- MusicBrainz: 27ec046c-1ac9-4804-aa01-8b0f486cfe44
- Nationale Bibliotheek van Tsjechië: xx0054337
- Nationale Bibliotheek van Israël: 987007434807605171
- Nationale Bibliotheek van Polen: a0000001613221
- Nederlandse Thesaurus van Auteursnamen: 418775346
- Système universitaire de documentation: 137487843
- Virtual International Authority File: 11898723
- WorldCat: E39PBJhxhg9kHVMWqmBMbwTj4q